# Shixinggia
Shixinggia (Shixinggia oblita) – dinozaur z grupy owiraptorozaurów (Oviraptorosauria).
Żył w epoce późnej kredy (ok. 71-65 mln lat temu) na terenach wschodniej Azji. Długość ciała ok. 1,5 m, wysokość ok. 1 m, masa ok. 40 kg. Jego szczątki znaleziono w Chinach (w prowincji Guangdong).
Szczątki tego dinozaura odkryto w 1995 roku, ale opisano dopiero w 2005.